# Зображення Джеймса Бонда в кіно
Джеймс Бонд - вигаданий персонаж, створений британським журналістом і прозаїком Яном Флемінгом у 1952 році. Літературний герой з'явився у серії з дванадцяти романів та двох збірок оповідань, написаних Флемінгом, а також в ряді романів та спін-оффів після смерті Флемінга у 1964 році. Всього було двадцять сім фільмів, які зняли і які вийшли в період з 1962 по 2021 рік.
Флемінг зобразив Бонда як високого, спортивного, красивого секретного агента років тридцяти або сорока; у нього є кілька вад, серед яких алкоголь, куріння, азартні ігри, автомобілі та бабійство. Він - винятковий стрілець, володіє навичками рукопашного бою, катання на лижах, плавання та гольфу. Хоча Бонд вбиває без вагань і жалю, зазвичай він вбиває тільки при виконанні наказів, під час самозахисту, а іноді в якості помсти.

Всього сім акторів зіграли Бонда у фільмі: Шон Коннері, Девід Нівен, Джордж Лейзенбі, Роджер Мур, Тімоті Далтон, Пірс Броснан і Деніел Крейг. Ці екранізації зберегли багато рис із зображення Флемінга, хоча деякі менш політично коректні риси Бонда були відкинуті, наприклад, його ставлення до жінок та куріння. Вперше ці зміни відбулися в "Золотому оці" 1995 року. Додавання Джуді Денч в ролі начальника Бонда "М", що займає професійне становище, і те, що Бонд більше не курить, показало, що погляди "Eoн Продакшнс" змінюються в ногу з часом. Незважаючи на те, що вони зображували одного і того ж персонажа, між ними були помітні відмінності. Деніел Крейг був чинним Бондом в серії "Еон" найдовше, хоча і не в найбільшій кількості фільмів. Він зіграв цю роль в п'ятий раз у фільмі "007: Не час помирати", який вийшов на екрани у вересні 2021 року.

## Літературна характеристика Флемінга
Джеймс Бонд, агент Секретної служби, був створений на основі кількох коммандос, яких автор Ян Флемінг знав під час служби в розвідувальному відділі ВМС під час Другої світової війни, і до яких він додав свій власний стиль і ряд власних смаків. Ім'я свого героя Флемінг взяв у однойменного американського орнітолога. Кодовий номер Бонда 007 походить від одного з ключових досягнень британської військово-морської розвідки в Першій світовій війні: злому німецького дипломатичного коду. Одним з німецьких документів, зламаних і прочитаних британцями, була телеграма Ціммермана, що мала код 0075, яка стала одним з факторів, що призвели до вступу США у війну як союзник проти Центральних держав. Згодом, якщо матеріал мав код 00, це означало, що він був суворо засекречений. Пізніше Флемінг сказав журналісту: "Коли я працював в Адміралтействі... всі надсекретні сигнали мали подвійний префікс "0"... і я вирішив запозичити його для Бонда".
Хоча Джеймсу Бонду близько сорока років, в оповіданнях Флемінга він не старіє. Біограф Флемінга Ендрю Лайсетт зазначив, що "вже на перших декількох сторінках роману "Казино Рояль" Ян представив більшість фірмових знаків Бонда", які включають його зовнішність, його Бентлі і його звички курити і пити: схильність Бонда до алкоголю простежується протягом усієї серії книг, і він викурює до 70 сигарет в день.
Флемінг вирішив недооцінити характер Бонда, зауваживши: "Екзотичні речі будуть відбуватися з ним і навколо нього, але він буде нейтральною фігурою". Іншого разу він підкреслив свою думку: "Коли я писав першу книгу в 1953 році, я хотів, щоб Бонд був надзвичайно нудною, нецікавою людиною, з якою відбуваються події; я хотів, щоб він був тупим інструментом" 

## Шон Коннері: 1962–1967, 1971 та 1983 роки
Шон Коннері був першим актором, який зіграв Бонда у фільмі "Доктор Ноу" (1962). Шотландський бодібілдер-аматор, він привернув увагу продюсерів фільму Бонда після кількох виступів у британських фільмах кінця 1950-х років.  М'язистий метр вісімдесят два, Коннері спочатку викликав несхвалення Флемінга, який вважав його каскадером-переростком, якому бракувало витонченості та елегантності для ролі Джеймса Бонда; він припускав, що цю роль зіграє ввічливий актор, такий як Девід Нівен. Продюсер Альберт Р. Брокколі - відомий всім як Каббі - не погодився з думкою Флемінга. Вибір "Eoн" на користь Коннері був також оснований на його зовнішності і сексуальній привабливості. Після того як Коннері був обраний, режисер Теренс Янг відвів актора до кравця і перукаря, познайомив його зі світським життям, ресторанами, казино і жінками Лондона.
Інтерпретація персонажа Коннері значно відрізнялася від трактування Флемінга, він був розбещенішим і холоднокровнішим, ніж в літературній версії. Академік Джеймс Чепмен зауважив, що для "Доктора Ноу" інтерпретація персонажа Коннері, хоч і не повна, показала, що акторові "слід віддати належне за створення нового стилю виконання: британського героя екрану на манер провідного американця". У своєму другому фільмі «З Росії з любов’ю» Коннері виглядав менш нервовим і дратівливим; він дав "розслаблений, дотепний виступ з тонким гумором і стилем". Раймонд Бенсон вважав, що Коннері "уособлює суворість і напружену присутність на екрані, яка перевершує всі упереджені уявлення про персонажа". Бенсон також зазначив, що Бонд був дотепним, але містив "впевнену міцність, що уособлює чоловічу натуру". Роджер Мур погодився з Бенсоном, коментуючи, що "Шон був Бондом. Він створив Бонда. Він втілював Бонда, і завдяки Шону Бонд став миттєво впізнаваним персонажем у всьому світі - він був грубим, жорстким, підлим і дотепним ... він був чудовим 007". Однак, незважаючи на свою чарівність і мужність, Коннері був характерно лаконічним у своїй промові.  Крістофер Брей каже про нього, що "у його цілеспрямованому, лаконічному, глузливому, самодостатньому марнославстві Бонд Коннері був уособленням споживчої культури шістдесятих років".

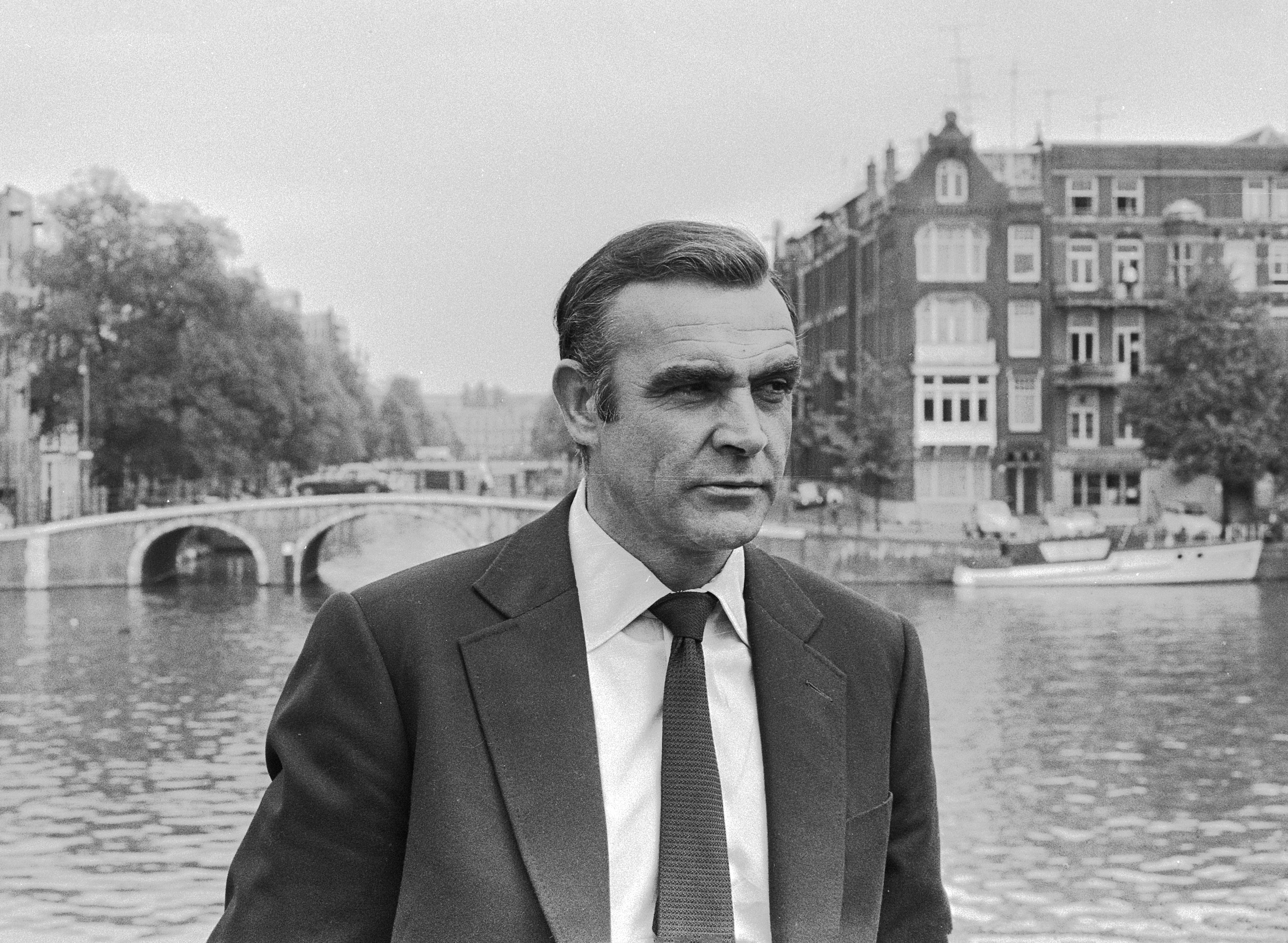
Коннері в Амстердамі в липні 1971 року на зніманні фільму «Lіаманти назавжди»

Після перерви в зніманні одного фільму - «На секретній службі Її Величності», в якому Бонда грав Джордж Лейзенбі, - Коннері повернувся до ролі у фільмі «Діаманти залишаються назавжди». Коли йому запропонували повернутися до ролі Бонда, Коннері зажадав і отримав гонорар в розмірі 1,25 мільйона фунтів стерлінгів (27 мільйонів фунтів стерлінгів в 2019 році), 12,5% від валового прибутку і, в якості додаткової спокуси, "United Artists" запропонувала підтримати два фільми за його вибором.  Його гра отримала змішані відгуки.  Незважаючи на це, Бенсон вважає, що Коннері "як і раніше випромінює більше екранної присутності, ніж Роджер Мур або Джордж Лейзенбі ".  З іншого боку, Полін Каель сказала, що "Джеймс Бонд Коннері менш розпусний, ніж раніше, і менш лукавий - і йому так краще" 
На початку 1980-х років, після суперечок навколо роману "Кульова блискавка" 1961 року і подальшої тривалої судової тяганини, продюсер Джек Шварцман приступив до створення фільму про Бонда без "Еона"; результатом став фільм "Ніколи не кажи ніколи". Коннері знову прийняв пропозицію зіграти Бонда, попросивши (і отримавши) гонорар в розмірі 3 мільйонів доларів, відсоток від прибутку, а також затвердження кастингу, режисера та сценарію.  У сценарії є кілька відсилань до літнього Бонда, обігруючи те, що Коннері на момент знімання було 52 роки.   Девід Робінсон, оглядаючи фільм для The Times, висловив думку, що «Коннері ... повернувся, виглядаючи майже на день старшим чи товстішим, але як і раніше перевершує всіх інших виконавців ролі".  У 2003 році Бонд зіграний Коннері був обраний Американським інститутом кіно як третій за величиною герой в історії кіно. 
| Рік      | Фільм                           | Зарплата $ (мільйони)          |
| -------- | ------------------------------- | ------------------------------ |
| 1962 рік | Доктор Ноу                      | 0,1                            |
| 1963 рік | З Росії з любов'ю               | 0,3                            |
| 1964 рік | Голдфінгер                      | 0,5                            |
| 1965 рік | Кульова блискавка               | 0,8                            |
| 1967 рік | Живеш тільки двічі              | 0,8                            |
| 1971 рік | Діаманти залишаються назавжди   | 1,2 + 12,5% брутто             |
| 1983 рік | Ніколи не кажи ніколи (Non-Eon) | 3,0 + невідомий % від прибутку |

## Девід Нівен: 1967 рік

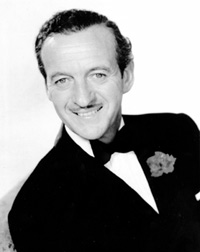
Дейвід Нівен знявся у фільмі 1967 року « Казино Рояль»

Коли в листопаді 1961 року Шон Коннері пройшов кастинг,  Флемінгом був обраний Дейвід Нівен на роль; актор відобразив авторський образ персонажа.  У 1965 році продюсер Чарльз Фельдман підписав контракт з Нівеном на роль сера Джеймса Бонда для «Казино Рояль», фільму, знятого не "Eoн Продакшнс". Коннері та Пітер Селлерс відмовилися від ролі. Нівену було 56 років, коли він зіграв Бонда  і він був схожий на літню людину, що отримала Хрест Вікторії під час облоги Мафекінга, мала доньку від коханки, шпигунки Мата Гарі, грала на фортепіано Клода Дебюссі, їла маточне молочко і вирощувала чорні троянди.  
Чепмен вважав концепцію літнього Бонда цікавою, при цьому називаючи Бонда Коннері "сексуальним акробатом, який залишає за собою шлейф красивих мертвих жінок, наче розсипані троянди".  Відповідно до літературного Бонда, персонаж Нівена керує старовинним Бентлі, а не Астоном Мартіном, що Коннері вважав кращим.   Барнс і Хірн описують це як "цілком справедливу інтерпретацію", враховуючи те, як Нівен підійшов до ролі.   Джеремі Блек поставив під сумнів використання Нівена в цій ролі, зауваживши, що він не схожий на вбивцю, і не володіє «бентежною гостротою», яка була в Коннері. 
| Рік      | Фільм        | Зарплата $ (мільйони) |
| -------- | ------------ | --------------------- |
| 1967 рік | Казино Рояль | Невідомий             |

## Джордж Лейзенбі: 1969 рік

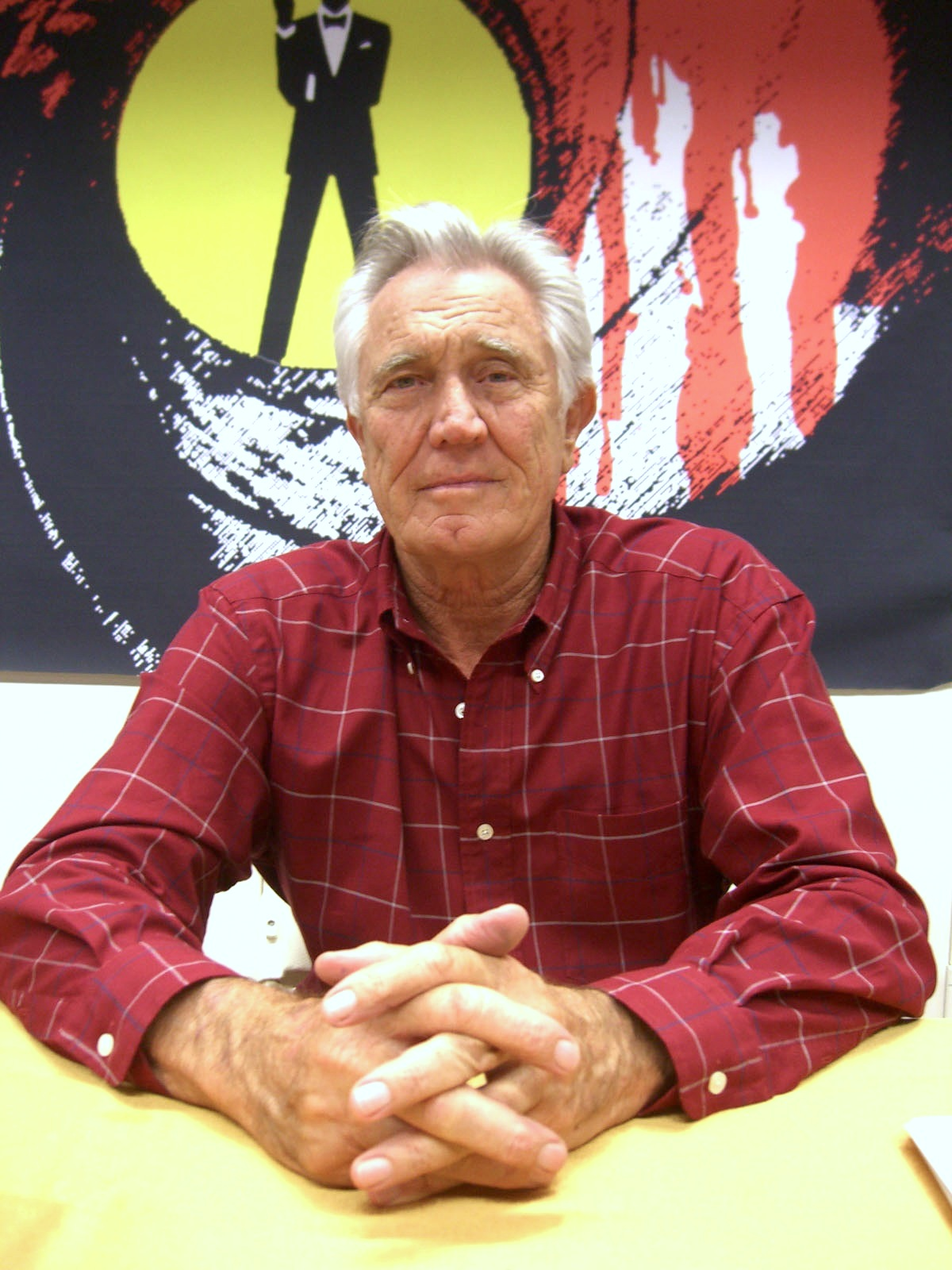
Австралійський актор Джордж Лейзенбі на "Big Apple Con" у листопаді 2008 року на Манхеттені, Нью-Йорк, через 39 років після його єдиного зображення агента британської секретної служби 007 у 1969 році "На секретній службі ЇЇ Величності".

З відходом Коннері після фільму "Живеш тільки двічі" (1967), Брокколі та режисер Пітер Р. Хант обрали маловідомого австралійського актора Джорджа Лейзенбі, що став третім актором (після Шона Коннері та Девіда Нівена), який зіграв роль Бонда. Лейзенбі вжився в роль, одягнувши кілька стандартних елементів Бонда, таких як наручний годинник Rolex Submariner та костюм Savile Row (замовлений Коннері), і відвідавши перукаря Коннері в готелі "Дорчестер" у Лондоні. Лейзенбі закріпив свою спробу під час екранного тесту, коли він випадково вдарив кулаком професійного борця, який виконував обов’язки координатора трюків, вразивши Брокколі його здатністю проявляти агресію.  Лейзенбі так і не підписав контракт, оскільки переговори затягувалися під час виробництва  і згодом його, на жаль, переконав агент Ронан О'Рахіллі, що образ персонажа секретного агента буде архаїчним у звільнених 1970-х роках; в результаті він залишив роль агента 007 ще до виходу фільму "На секретній службі Її Величності" у 1969 р. За свою роль Лейзенбі був номінований на премію «Золотий глобус» на нову зірку року - актора на 27-й премії «Золотий глобус» у лютому 1970 року. 
Думка критиків щодо Лейзенбі розділилася; його вважали найгіршим Бондом , і по-різному описували як "лаконічного і без гумору",  "трохи жорсткого"  і "дратівливого і самовдоволеного".  Дерек Малкольм з "Ґардіан" зневажливо відгукнувся про гру Лейзенбі, заявивши, що він "не є хорошим актором, і хоча я ніколи не думав, що Шон Коннері був таким вже стильним, були моменти, коли хотілось трішки його елегантності".  Критик "Нью-Йорк Таймс" А. Х. Вайлер також висловився проти Лейзенбі, заявивши, що "Лейзенбі, якщо і не підроблений Бонд, то лише випадкова, приємна, задовільна заміна". Полін Каель назвала Лейзенбі "досить нудним хлопцем" у своїй рецензії в журналі "Нью-Йоркер".  Однак Пітер Р. Хант, режисер фільму "На секретній службі Її Величності", заявив, що Лейзенбі варто було знятися в більшій кількості фільмів у цій ролі, сказавши, що "він зробив би гідного Бонда і був би дуже хорошим". 
| Рік      | Фільм                            | Зарплата $ (мільйони доларів) |
| -------- | -------------------------------- | ----------------------------- |
| 1969 рік | На секретні службі Її Величності | 0,1                           |

## Роджер Мур: 1972–1985

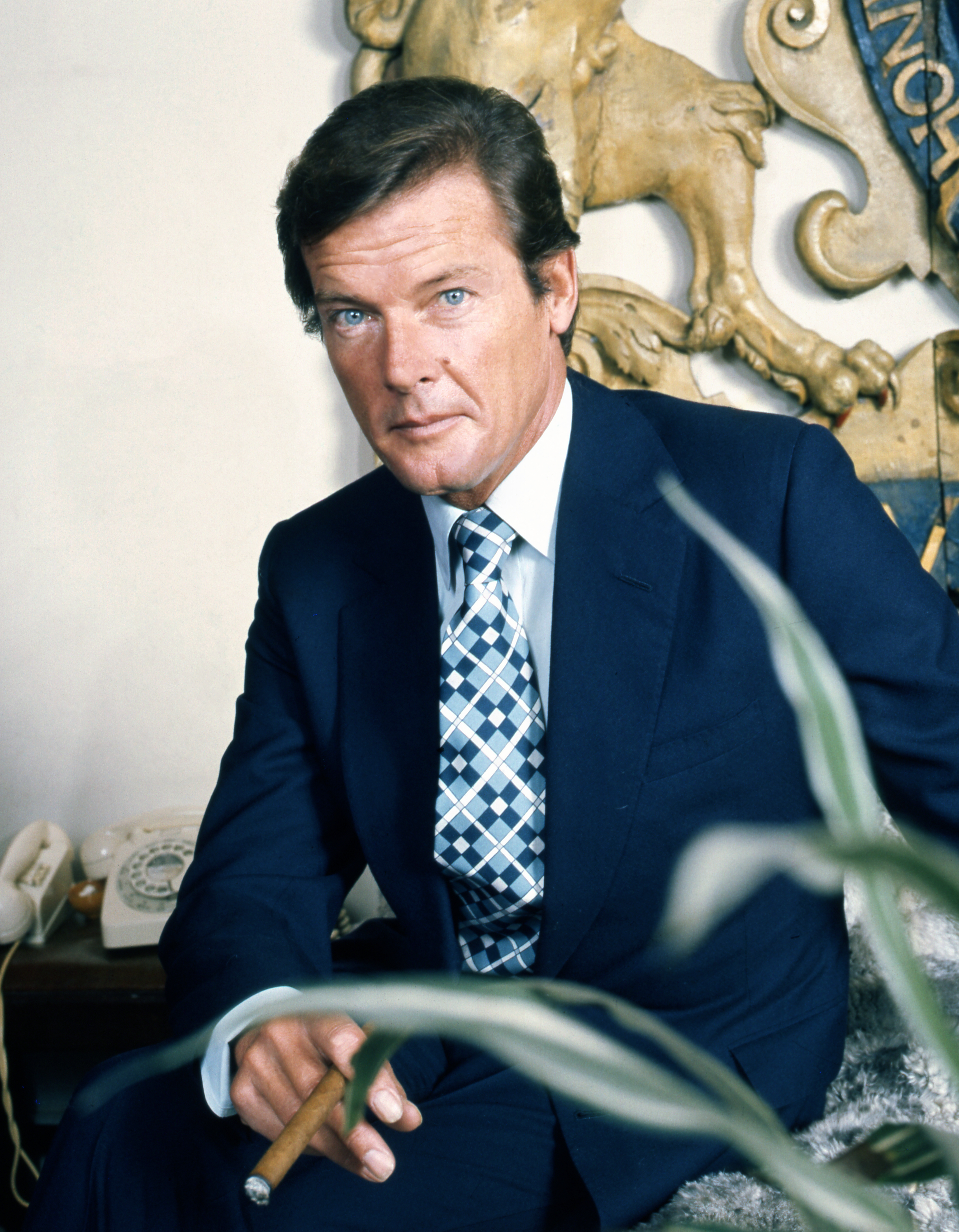
Роджер Мур у 1973 році, сфотографований Алланом Уорреном

Після фільму "Діаманти назавжди", Брокколі та Зальцман намагалися переконати Шона Коннері повернутися на роль Бонда, але він відмовився. Розглянувши кандидатури Джеремі Брета, Майкла Біллінгтона та Джуліана Гловера продюсери нарешті звернулися до Роджера Мура, якого вони раніше обговорювали для фільму “На секретній службі Її Величності”, та зрештою запросили зіграти Бонда у фільмі "Живи і дай померти". У той час Мур був телевізійним актором, відомим своїми виступами як Саймон Тамплієр у фільмі «Святий» і лорд Бретт Сінклер у фільмі «Переконання». Граючи Бонда, Мур намагався не наслідувати ні Коннері, ні своїм попереднім ролям, а сценарист Том Манкієвич змінив сценарій під особистість Мура, надавши Бонду більше комедійних сцен та легковажного ставлення, що дозволило Раймонду Бенсону описати Бонда Мура як "досить хитрого міжнародного плейбоя, який, здавалося, ніколи не постраждає". 
Режисер фільму Ендрю Спайсер вважав Роджера Мура найелегантнішим і найввічливішим з Бондів, з голосом та стилем англійського джентльмена з дебонеру.  Бенсон погодився з ним, заявивши, що Мур "занадто гарний і добре вихований, щоб бути Джеймсом Бондом з реального змісту", тоді як Дуг Пратт сказав, що "сценаристи розробили прийнятний характер для Роджера Мура і знайшли легкий баланс між комедією та бойовиком". 
Ряд особистих уподобань Мура були перенесені в його характеристику Бонда: його пристрасть до кубинських сигар і носіння костюмів для сафарі були закріплені за персонажем. До моменту виходу п'ятого фільму Мура "Тільки для ваших очей", що вийшов в 1981 році, його персонаж став являти собою старомодного героя, на відміну від тієї екстравагантності, яку Коннері вніс у цю роль в 1960-х роках. 
У 1985 році Мур з'явився у своєму сьомому і останньому фільмі "Вид на вбивство"; йому було 57 (він з'явився разом з зіркою Танею Робертс, якій було 30).  Критики зосередилися на віці Мура:  "Вашингтон пост" заявила: "Він вже не правдоподібний в бойовиках, а тим більше - в романтичних сценах".  Коли він брав участь у фільмі, Мур згадував, що відчував себе застарим  і в грудні 2007 року визнав, що він був "занадто старий для цієї ролі - приблизно на чотириста років".  Як і Коннері, Мур знявся у семи фільмах; до того часу, як він вийшов на пенсію в 1985 році, він був найстаршим актором, який зіграв 007 у серії фільмів «Еон»,  а його фільми про Бонда заробили в прокаті 1 мільярд доларів. 
| Рік      | Фільм                         | Зарплата $ (мільйони) |
| -------- | ----------------------------- | --------------------- |
| 1973 рік | Живи та дай померти           | 0,18                  |
| 1974 рік | Чоловік із золотим пістолетом | 0,24 + 2,5%           |
| 1977 рік | Шпигун, який мене кохав       | 0,3 + 3,75%           |
| 1979 рік | Місячний гонщик               | Невідомий             |
| 1981 рік | Тільки для ваших очей         | Невідомий             |
| 1983 рік | Восьминіжка                   | 4,0                   |
| 1985 рік | Вид на вбивство               | 5,0                   |

## Тімоті Далтон: 1986–1994
З виходом Роджера Мура на пенсію почалися пошуки нового актора, який зіграв би Бонда; було розглянуто цілу низку акторів, включаючи Сема Нілла, Пірса Броснана та Тімоті Далтона, які пройшли прослуховування на цю роль у 1986 році. Співпродюсер Бонда Майкл Дж. Вілсон, режисер Джон Глен, Дана та Барбара Брокколі "були вражені Семом Ніллом і дуже хотіли взяти його на цю роль", хоча продюсер Бонда Альберт Р. Брокколі не був згоден. Компанія "Eoн" розглядала кандидатури Далтона і Броснана, але після того, як Броснан був виключений через контракт з "Ремінгтон Стіл", Далтон був призначений в серпні 1986 роки із зарплатою в 5,2 мільйона доларів. Коли йому було 24 або 25 років, Далтон обговорював роль Бонда з Брокколі, але вирішив, що він занадто молодий для цієї ролі, вважаючи, що Бонда слід зображати у віці від 35 до 40 років. Готуючись до ролі, Далтон, зеленоокий, темноволосий, стрункий, 1 м 88 см класично навчений актор, прагнув зобразити персонажа якомога точніше, читаючи книги для його ролі у фільмі «Живі вогні» (1987).

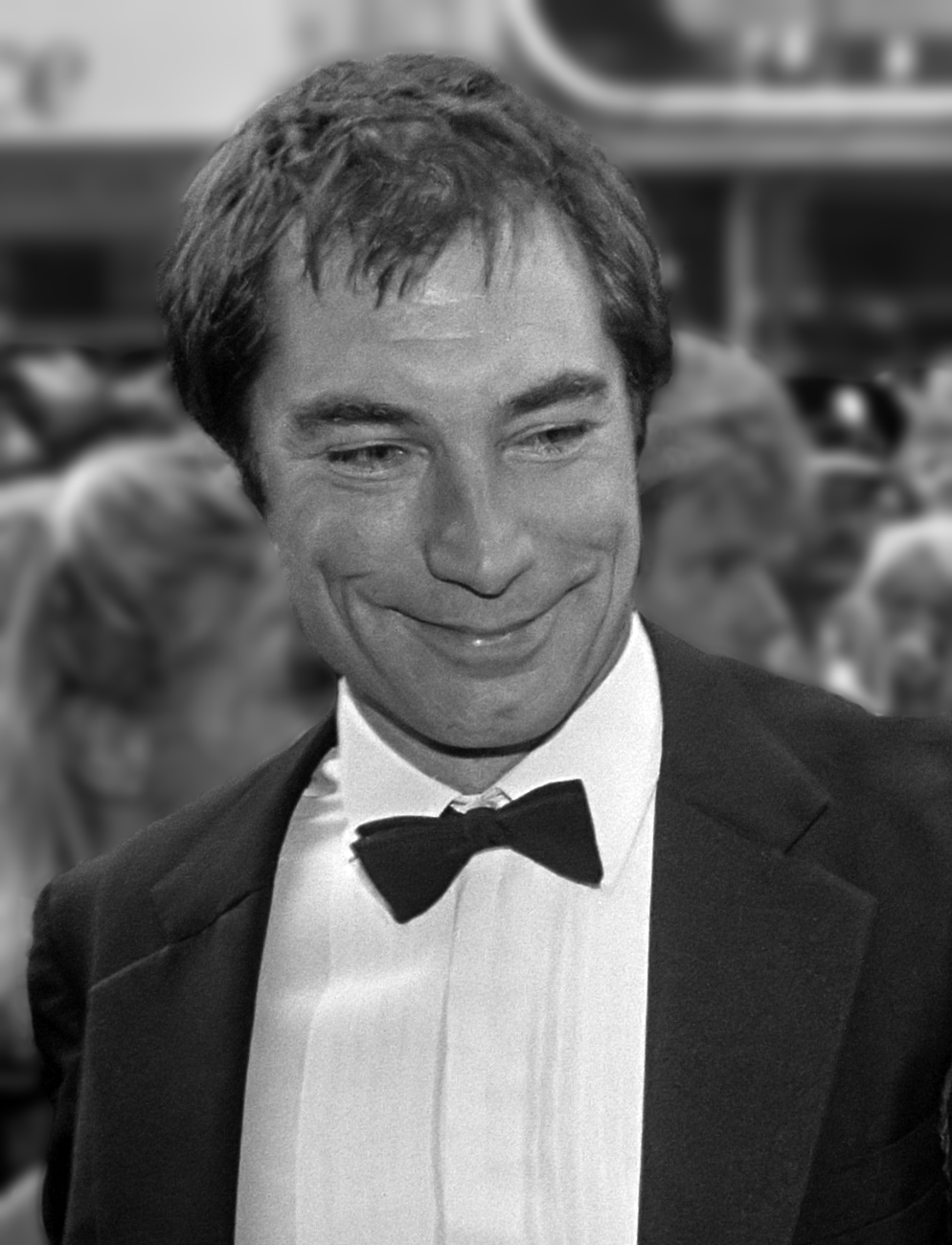
Тімоті Далтон двічі грав Бонда, у 1987 та 1989 роках

Бонд Далтона був серйозним: похмурий, холодний, суворий, безжальний, непроявляючий гумору, і зосереджений на вбивстві, у якого мало часу на розваги та поблажливості. Інтерпретація героя Далтоном виникла з його "бажання побачити темнішого Бонда" такого, що "був менш бабієм, жорсткішим і ближчим до темного персонажа, про якого писав Ян Флемінг". Джеймс Чепмен також вважав Далтона ближчим до Бонда Флемінга, ніж попередні актори, писавши, що Далтону "явно менш комфортно ... з дотепними зауваженнями та короткими фразами ... тому він стає чимось ближчим до Бонда з книг, який рідко розвиває почуття гумору".  Переглядаючи "Ліцензію на вбивство", Ієн Джонстон з "Сандей таймс" не погодився, заявивши, що "будь-які залишки джентльмена-шпигуна ... Яна Флемінга тепер зникли". 
Не всі глядачі були захоплені Далтоном. Джей Скотт з "Глоб енд мейл" був абсолютно зневажливим. "Новий Бонд був широко описаний у художніх історіях як повернення до оригіналу Яна Флемінга (вивчаючи романи Флемінга, Далтон із задоволенням виявив, що Бонд був людиною, – каже він), і це може бути правдою, якщо оригіналу Флемінга бракувало чарівності, сексуальності та дотепності. Бонд Тімоті Далтона - серйозний хлопець, який ковтає слова і відповідально підходить до своєї роботи, а також уникає безладності. Виникає відчуття, що у вільні  вечори він міг би згорнутися з "Рідерз дайджест" і подивитися епізод "Місячного світла" - він спробував би запам’ятати жарти - перш ніж задрімати під впливом гарячого шоколаду. Британські рецензії на "Живі вогні" були хвалебними, можливо, тому, що цей Бонд є найбільш британським з усіх, якщо розуміти 'британський' як синонім стриманого". 
| Рік      | Фільм                | Зарплата $ (мільйони) |
| -------- | -------------------- | --------------------- |
| 1987 рік | Живі вогні           | 3.0                   |
| 1989 рік | Ліцензія на вбивство | 5,0                   |

## Пірс Броснан: 1994–2004

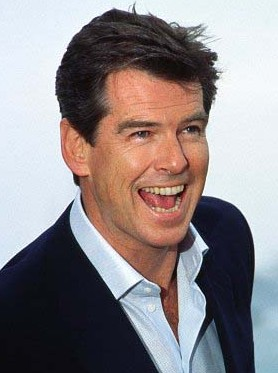
Пірс Броснан на Каннському кінофестивалі 2002 року

Після того як Тімоті Далтон пішов з ролі Бонда в 1994 році, "Еон" звернувся до актора, якого вони розглядали після "Погляду на вбивство", Пірса Броснана. Йому запропонували контракт на три фільми з опцією на четвертий;  його зарплата за перший фільм "Золоте око" становила 4 мільйони доларів, що протягом років зросла до 16,5 мільйонів доларів за його четвертий і останній виступ «Помри, але не зараз». Броснан вперше познайомився з Брокколі на знімальному майданчику «Тільки для твоїх очей», коли дружина Броснана, Кассандра Гарріс, знімалася у фільмі в ролі графині Лізль фон Шлаф, і пара обідала з Брокколі під час зйомок.  У 1980-х роках Броснан продовжував грати приватного слідчого у "Ремінгтон Стіл" , де він захопив деякі риси попередніх Бондів у виконанні цієї ролі: подібно до Мура, він продемонстрував високий ступінь ввічливості, елегантності, чарівності і дотепності, але при цьому проявив мужність і грубість, що нагадують Бонда Коннері, обидва успішно "поєднують англійського персонажа з безкласовим інтернаціоналізмом, який є дуже добре відомим". Ендрю Спайсер каже, що "образ Броснана несе в собі 'арманівський вигляд' з його вишуканою стриманою англійськістю. Його легкий, витончений атлетизм добре підходить для швидкоплинної дії та найсучасніших гаджетів, які зберігають головну привабливість серії". 
Бонд Броснана вперше був представлений в "Золотому оці"; Джеймс Чепмен стверджує, що фільм втілює його зображення Бонда в історію інших фільмів серії завдяки використанню Астона Мартіна DB5, раніше баченого в фільмах "Голдфінгер" і "Кульова блискавка", "таким чином одразу викликаючи спогади про [Шона] Коннері". Джеремі Блек вважає, що характер Бонда Броснана є ближчим до романів Флемінга, ніж Мура, але він також легкий і менш напружений, ніж Далтона. Блек також прокоментував, що зміна персонажа в перших трьох фільмах відображала зміну суспільних поглядів. Броснан чітко зрозумів, що хоче змінити звичку куріння Бонда, сказавши: «Мені байдуже, як усі сприймають персонажа: я думаю, що куріння викликає рак, тому він не курить»  хоча він курив кубинську сигару у фільмі «Помри, але не зараз». Броснан продовжував використовувати гумор, поширений в інших образах  і надав "суміш дії та небезпеки, пронизану відповідною кількістю кмітливості та гумору"; Сміт та Лавінгтон сприймали гумор переважно як каламбури, які були "легковажними, але не грубими". 
Після чотирьох фільмів у цій ролі Броснан заявив, що хотів би знятися в останньому фільмі про Бонда. Хоч створення фільму було заплановано на 2004 рік, переговори зайшли в глухий кут, і Броснан оголосив про свій намір покинути франшизу в липні 2004 року.
| Рік      | Фільм                  | Зарплата $ (мільйони) |
| -------- | ---------------------- | --------------------- |
| 1995 рік | Золоте око             | 4.0                   |
| 1997 рік | Завтра не помре ніколи | 8.2                   |
| 1999 рік | І цілого світу замало  | 12.4                  |
| 2002 рік | Помри, але не зараз    | 16.5                  |

## Деніел Крейг: 2005–2021

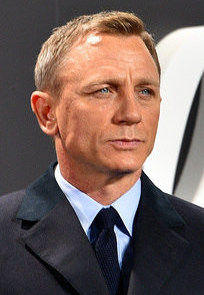
Деніел Крейг на прем'єрі фільму "007: Спектр" у Берліні в жовтні 2015 року.

14 жовтня 2005 року компанії "Еон Продакшнс", "Metro-Goldwyn-Mayer" та "Sony Pictures Entertainment" представили на прес-конференції в Лондоні Деніела Крейга як шостого актора, що зобразить Бонда в серії фільмів Eon.  Крейг, одягнений у смокінг і рятувальний жилет, прибув на катері Королівського флоту.  Він погодився на цю роль, грунтуючись на силі сценарію фільму "Казино Рояль"; пізніше він згадував, що "коли я сів і прочитав історію, я просто подумав, що хочу розповісти [її] . . . Я великий шанувальник Бонда, і мені подобається те, що він представляє".  Це рішення викликало значні суперечки, деякі критики і фанати висловили сумнів в тому, що продюсери зробили правильний вибір. Протягом всього знімального періоду такі інтернет-кампанії, як danielcraigisnotbond.com, висловлювали своє невдоволення і погрожували бойкотувати фільм в знак протесту. Крейг, на відміну від попередніх акторів, на думку протестувальників, не відповідав високому, темному, красивому і харизматичному образу Бонда, до якого звикли глядачі.  Багато зневажливо називали його "Джеймс Блонд", вважаючи, що світловолосий, блакитноокий Крейг зростом 1,78 м далекий від традиційно високих, темноволосих акторів, що зображали його раніше. 
Вперше Крейг зіграв Бонда у фільмі "Казино Рояль" 2006 року, адаптації однойменного роману Флемінга та перезавантаженні серії фільмів "Еон", в якій Бонд отримав статус 00.  Незважаючи на негативну пресу щодо його призначення, після виходу фільму Крейг отримав безліч похвал від критиків і колишніх Бондів, багато з яких вважали, що він став першим актором, якому вдалося по-справжньому вжитися в образ Флемінга. Тодд Маккарті, рецензуючи фільм для "Вараєті", вважав, що "Крейг найбільш наблизився до авторської концепції цієї виключно довговічної чоловічої фантастичної фігури, ніж будь-хто з часів Шона Коннері", і далі він сказав, що "Крейг раз і назавжди затвердив персонажа як свого власного". Стівен Спілберг, режисер Крейга у фільмі "Мюнхен" 2005 року, назвав його "ідеальним Бондом 21 століття".  Пол Арендт, писавши для ВВС, погодився, зауваживши, що «Деніел Крейг не є хорошим Бондом. Він чудовий Бонд. Зокрема, він 007 Яна Флемінга – професійна машина для вбивств, чарівний, холодносердий патріот зі смаком розкоші. Крейг - перший актор, який дійсно закріпив визначальну характеристику 007".  Джеймс Чепмен прокоментував реалістичність і насильство у фільмі, зазначивши, що Бонд вперше в серії отримує велику кровотечу; Чепмен також визначив ряд сцен насильства, які роблять "Казино Рояль" помітним у серії.  У 2012 році був випущений "007: Координати «Скайфолл»", що став третім виходом Крейга в ролі 007. 
| Рік      | Фільм                      | Зарплата $ (мільйони) |
| -------- | -------------------------- | --------------------- |
| 2006 рік | Казино Рояль               | 3.4                   |
| 2008 рік | Квант милосердя            | 8.9                   |
| 2012 рік | 007: Координати "Скайфолл" | 17                    |
| 2015 рік | 007: Спектр                | 39                    |
| 2021 рік | 007: Не час помирати       | 25                    |

## Зовнішні посилання
- Офіційний сайт Джеймса Бонда [Архівовано 20 жовтня 2021 у Wayback Machine.]

1. ↑  Balio sets Connery's compensation for Dr. No at $154,000: $54,000 as salary and $100,000 as a bonus.[14]
2. ↑  Balio claims Connery was paid a straight 12.5% of the gross. Diamonds Are Forever grossed $42 million, so Connery received over $5 million, from which he gave $1.25 million to the Scottish International Education Trust.[15]

1. 1 2  AFI's 100 Years...100 Heroes & Villains. American Film Institute. Архів оригіналу за 4 березня 2016. Процитовано 20 грудня 2013.
2. ↑  Princeton Institute for Historic Research (2002). Automobile Quarterly. Automobile Quarterly. с. 18. Архів оригіналу за 9 жовтня 2021. Процитовано 28 вересня 2012.
3. ↑  American Chamber of Commerce (United Kingdom) (1989). Atlantic. American Chamber of Commerce (United Kingdom). с. 12. Архів оригіналу за 9 жовтня 2021. Процитовано 28 вересня 2012.
4. 1 2  Daniel Craig confirmed as 006th screen Bond. The Guardian. London. 14 жовтня 2005. Архів оригіналу за 31 березня 2014. Процитовано 13 вересня 2012.
5. 1 2  Baracaia, Alexa (14 жовтня 2005). Meet the new James Bond ... very shaken and stirred. Evening Standard. London. с. 3.
6. 1 2  La Monica, Paul R. (6 листопада 2006). Blond, James Blond. CNN. Архів оригіналу за 3 січня 2021. Процитовано 13 вересня 2012.
7. ↑  Cummins, Fiona (15 жовтня 2005). The Name's Bland.. James Bland. Daily Mirror. Архів оригіналу за 14 квітня 2006. Процитовано 13 вересня 2012.
8. ↑  Feeney Callan, 2002, с. 217.
9. 1 2  Benson, 1988, с. 192.
10. ↑  Kael, 1985, с. 189.
11. 1 2 3  Barnes та Hearn, 2001, с. 154.
12. ↑  Black, 2005, с. 58.
13. 1 2 3 4 5 6  Block та Autrey Wilson, 2010, с. 428—429.
14. ↑  Balio, 1987, с. 260.
15. ↑  Balio, 1987, с. 264.
16. ↑  Barnes та Hearn, 2001, с. 9.
17. 1 2  Black, 2005, с. 113.
18. ↑  Ash, 2007, с. 149.
19. ↑  Smith та Lavington, 2002, с. 70.
20. ↑  Rubin, 2003, с. 44.
21. 1 2  Chapman, 2009, с. 107.
22. ↑  Barnes та Hearn, 2001, с. 70.
23. ↑  Benson, 1988, с. 239.
24. ↑  Barnes та Hearn, 2001, с. 82.
25. ↑  Barnes та Hearn, 2001, с. 86.
26. ↑  Bishop, 2011, с. 38.
27. ↑  Macintyre, 2008, с. 204.
28. ↑  Pratt, 2005, с. 882.
29. ↑  Kael, 1985.
30. ↑  Cork та Stutz, 2007, с. 27.
31. ↑  Yeffeth, 2006, с. 9.
32. ↑  Spicer, 2003, с. 185.
33. ↑  Pratt, 2005, с. 1140.
34. ↑  Life Magazine, 2012, с. 118.
35. ↑  Chapman, 2009, с. 170—171.
36. ↑  Smith та Lavington, 2002, с. 206.
37. ↑  Chapman, 2009, с. 194.
38. ↑  Moore, 2008, с. 255.
39. 1 2  Life Magazine, 2012, с. 55.
40. ↑  Cork та Stutz, 2007, с. 29.
41. 1 2 3  Balio, 1987, с. 266.
42. ↑  Block та Autrey Wilson, 2010, с. 429.
43. ↑  Chapman, 2009, с. 198.
44. 1 2  Barnes та Hearn, 2001, с. 186.
45. ↑  Barnes та Hearn, 2001, с. 137.
46. ↑  Spicer, 2003, с. 186.
47. ↑  Smith та Lavington, 2002, с. 242.
48. ↑  Cork та Stutz, 2007, с. 35.
49. ↑  Chapman, 2009, с. 242.
50. ↑  Bouzereau, 2006, с. 148.
51. ↑  Chapman, 2009, с. 245.